# McKenzie (rivière)
Pour les articles homonymes, voir McKenzie.
La rivière McKenzie (McKenzie River) est cours d'eau de l'ouest de l'Oregon, aux États-Unis. Long de 138 km, elle se jette dans la rivière Willamette. Elle draine la Chaîne des Cascades à l'est d'Eugene dans l'extrême sud de la vallée de la Willamette. Elle doit son nom à Donald Mackenzie, explorateur canadien.

## liens externes
- Ressource relative à la géographie :   - Geographic Names Information System
- Notices d'autorité :   - LCCN
  - Israël